# Плавучий засіб

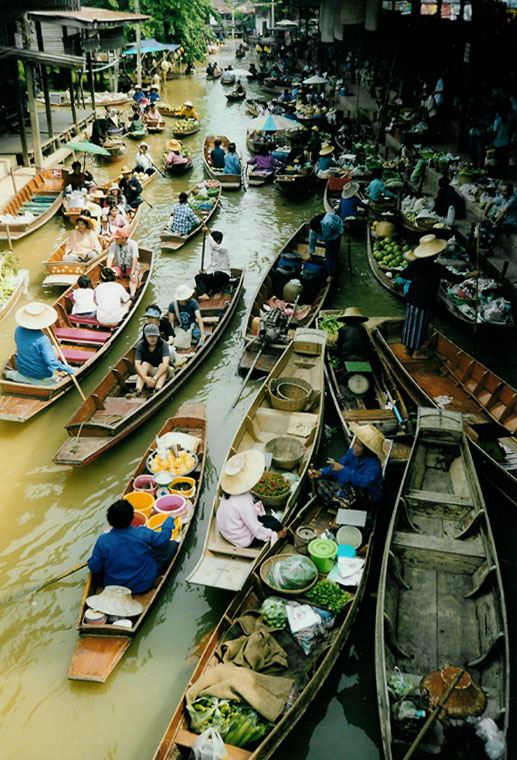
плаваючий ринок в Таїланді

Плавзасіб — транспортний засіб, що рухається по поверхні води або під нею, та використовується для перевезення людей або вантажів, буксування інших плавзасобів, риболовлі, а також у військових, наукових або розважальних цілях.
Плавзасобами є судна, підводні човни, кораблі на повітряній подушці, тощо.
Хоча більшість плавзасобів можна назвати кораблями чи човнами, деякі з них абсолютно точно не відносяться до цих категорій — плоти, дошки для серфінгу, торпеди, нафтовидобувні платформи, гідроцикли.

## Рушії
Плавзасоби можуть рухатись за допомогою гребного гвинта, водометних двигунів, вітрил або весел. Деякі плавзасоби, наприклад, понтони, взагалі не призначені для пересування. Інші, такі як пороми, не мають власних рушіїв, і рухаються за допомогою інших плавзасобів, тримаючись за прив'язані до берега канати, відштовхуючись від дна жердиною, або просто під дією течії.

## Конструкція і дизайн
Конструкція плавзасобів визначається балансом між вантажопідйомністю судна і його мореходністю. Зазвичай, плавзасіб розрахований рухатися в якусь одну сторону, і цим визначається асиметрія його будови. Частину, що знаходиться в напрямку руху називають ніс, а протилежну — корма. Бокові частини називають бортами. Ніс зазвичай роблять загостреним, щоб зменшити опір води, але для плавзасобів, що рухаються повільно, таких як пороми або надувні матраци, це не має великого значення.
Дисципліна, що займається вивченням залежності якостей плавзасобу від його конструкції називається теорія корабля.
Зазвичай плавзасоби мають один корпус, проте катамарани і тримарани — винятки, і мають, відповідно два і три з'єднаних корпуси.
Загалом, за виглядом і розмірами плавзасоби можуть відрізнятися вкрай сильно. Найбільші контейнеровози можуть підняти до 450 000 тонн вантажу, розробляються за допомогою методів комп'ютерного моделювання і коштують десятки мільйонів доларів, тоді як зробити простий пліт, що витримає людину можна практично безкоштовно з підручних матеріалів.